# (31112) 1997 PQ5
1997 بي كيو 5 (ويعرف أيضًا باسم (31112) 1997 بي كيو 5 وفق تسمية الكوكب الصغير) (بالإنجليزية: 1997 PQ5)‏ هو كويكب ضمن حزام الكويكبات؛ وترتيبه 31112 من حيث الاكتشاف.
اكتُشف هذا الجُرم الفلكي بواسطة Kenneth A. Williams ‏ في 9 أغسطس 1997.

## وصلات خارجية
- (31112) 1997 PQ5 في قاعدة بيانات مختبر الدفع النفاث لأجرام النظام الشمسي الصغيرة

- الاكتشاف · مخطط المدار ·  العناصر المدارية · المعلمات المادية

- (31112) 1997 PQ5 على موقع ويكي سكاي: DSS2, SDSS, GALEX, IRAS, Hydrogen α, X-Ray, Astrophoto, Sky Map, Articles and images